# Дземешкевич, Сергей Леонидович
Сергей Леонидович Дземешкевич (род. 19 февраля 1950; Таганрог) — российский кардиохирург, доктор медицинских наук, профессор, лауреат Государственной премии СССР (1984), автор более 300 научных публикаций, 4 монографий, 27 патентов и открытий, член правления Ассоциации сердечно-сосудистой хирургии России, лауреат премии Международного общества кардиоторакальных хирургов в год 100-летия сердечной хирургии (1996), лауреат премии Международного общества по искусственным органам (1997); автор и разработчик первой в России (1997) успешной операции полной анатомической трансплантации сердца человеку. С 2009 года — директор Российского научного центра хирургии им. Б. В. Петровского РАМН. Заслуженный деятель науки Российской Федерации.

## Биография
Родился в 1950 году. Учился в 8-летней таганрогской школе № 5, затем с серебряной медалью окончил в 1967 году таганрогскую школу № 2 им. А. П. Чехова. В 1973 году окончил Московскую медицинскую академию, в 1976 году — аспирантуру.
С 1976 года работает во Всесоюзном научном центре хирургии АМН СССР (ныне Научный центр хирургии РАМН), руководил лабораторией, отделением искусственного сердца, отделом хирургии сердца, 1988—1995 — заместитель директора по научной работе; сфера научных интересов: сердечная хирургия, трансплантология, искусственные органы; разработчик оригинальных моделей искусственного сердца, новых методик пересадки сердца; лауреат Государственной премии СССР (1984), премии Всемирного конгресса по искусственным органам и трансплантологии (США, 1996); президент Российской секции Международного колледжа хирургов, член Всемирных и Европейских обществ по хирургии, член Международного комитета по надзору за донорством в трансплантологии; академик Нью-Йоркской Академии наук.

## Книги С. Л. Дземешкевича
- Дземешкевич С. Л., Стивенсон Л. У., Алекси-Месхишвили В. В. Болезни аортального клапана. — М.: ГЭОТАР-МЕД, 2004. — 328 с. — ISBN 5-9231-0366-4.
- Дземешкевич С. Л., Стивенсон Л. У. Дисфункции миокарда и сердечная хирургия. — М.: ГЭОТАР-МЕД, 2009. — 352 с. — ISBN 978-5-9704-1362-3.